# Тепна Наход
Тепна Наход — ткацкая фабрика в Находе, основанная в 1882 году.
Основателем фабрики был Исаак Маутнер. Поскольку фабрика получала много заказов, к ней в 1907 году была пристроена прядильня. После 1918 года завод начал разрастаться, были возведены новые здания и построены новые жилые дома для сотрудников. Дальнейшее расширение завода произошло во время оккупации Чехии в годы Второй мировой войны, когда было нужно значительно больше текстиля. Из-за ввоза большого объёма материала и угля были проложены рельсы в одну часть фабрики (где сейчас расположена Находская теплоцентраль). Владелец фабрики Исаак Маутнер был евреем. Перед оккупацией он эмигрировал в Англию, и фабрика досталась Живнобанку, которому принадлежала до конца войны. В 1946 году фабрика была национализирована и присоединена к другим текстильным заводам из окрестности Находа, одним из которых была Тепна Гронов. После 1989 года сильно возрос импорт из других стран, вследствие чего Тепна Наход сильно пострадала. Производство и заказы уменьшались, и в 2006 году компания обанкротилась. С 2013 года здание Тепны постепенно разрушается. В будущем планируется создание нового торгового центра, но большинство жителей Находа против его построения. В одной части завода до лета 2013 проживали бездомные, пока их не прогнала полиция.